# Кабанов, Александр Евгеньевич
Александр Евгеньевич Кабанов (укр. Олександр Євгенійович Кабанов; род. 6 августа 1973 года, Запорожье) — украинский сценарист, политик.
Народный депутат Украины IX созыва.

## Биография
Он окончил Запорожский медицинский институт (специальность «Врач-психотерапевт»). Второе высшее образование получил в Запорожском национальном университете (факультет финансов). Также окончил Московскую медицинскую академию имени И. М. Сеченова (специальность «Психотерапия»).
Был детским психотерапевтом. С 1999 по 2006 год работал на ТРК «Алекс». С 2000 по 2008 год — тренер по нейролингвистическому программированию, с 2002 по 2008 год — тренер в компании «Современные психотехнологии».
Кабанов является соучредителем в ООО «РИФ» и ООО «ЛАГУНА-К».
Сценарист Студии «Квартал 95».

## Политическая деятельность
На президентских выборах 2019 года работал в креативной группе кандидата в президенты Зеленского.
Кандидат в народные депутаты от партии «Слуга народа» на парламентских выборах 2019 года, № 87 в списке. На время выборов: сценарист ООО «Квартал 95», член партии «Слуга народа». Проживает в Киеве.
Член Комитета Верховной Рады по вопросам гуманитарной и информационной политики.
Член Украинской части межпарламентской ассамблеи Верховной Рады Украины и Сейма Литовской Республики.